# Ipatinga Futebol Clube
L'Ipatinga Futebol Clube, meglio noto come Ipatinga, è una società calcistica brasiliana con sede nella città di Ipatinga, nello stato del Minas Gerais.

## Storia
Il club è stato fondato il 21 maggio 1998 dall'imprenditore Itair Machado, ex giocatore dell'Atlético Mineiro e del Cruzeiro, e all'epoca sponsor del Social Futebol Clube, un club situato nella città di Coronel Fabriciano (una vicina città di Ipatinga), con il supporto di Gercy Mathias, che era il presidente del club amatoriale Novo Cruzeiro Futebol Clube, situato nel quartiere Novo Cruzeiro di Ipatinga; Cosme Mattos, ex sportivo; Doctor Rinaldo Campos Soares, presidente del Sistema Usiminas; Doctor Ronaldo Monteiro de Souza, presidente dell'Usisaúde, e Francisco Carlos Delfino (noto anche come "Chico Ferramenta"), allora sindaco di Ipatinga. Insieme, hanno professionalizzato il Novo Cruzeiro Futebol Clube e rinominarono il club come Ipatinga Futebol Clube.
Dopo aver creato una squadra di giocatori professionisti, gli amministratori hanno inserito la squadra nel campionato statale, dove la squadra è arrivata al secondo posto nella terza divisione statale nel 1998. L'anno successivo, la squadra ha partecipato alla seconda divisione statale, arrivando al secondo posto. Di conseguenza, nel 2000, l'Ipatinga ha giocato contro le principali squadre dello stato nella massima divisione statale, concludendo il campionato al quarto posto.
Sette anni dopo la sua fondazione, la squadra vinse il titolo statale 2005, battendo il Cruzeiro, e terminò come finalista del campionato l'anno successivo. Nel 2006, l'Ipatinga ha gareggiato nella Coppa del Brasile, che è la seconda competizione nazionale più importante in Brasile. Per raggiungere la semifinale, la squadra ha battuto il Botafogo e il Santos, rispettivamente i campioni statali dei campionati di Rio de Janeiro e San Paolo di quell'anno (2006). Tuttavia, l'Ipatinga è stato eliminato dal Flamengo, di Rio de Janeiro, in semifinale. Poco dopo la fine della competizione, tre giocatori e l'allenatore di Ipatinga si trasferirono al Flamengo. Nel 2006, il club è arrivato terzo nel Campeonato Brasileiro Série C, venendo così promosso nella seconda divisione nazionale dell'anno successivo. Dopo aver terminato come finalista del Campeonato Brasileiro Série B nel 2007, l'Ipatinga ha partecipato alla Série A nel 2008.
Nel 2008, l'Ipatinga è stato retrocesso due volte nella stessa stagione, prima nal campionato statale e poi nella Série A. Negli anni seguenti il club ha avuto risultati contrastanti, con eventuali buone campagne in alcuni campionati seguiti da retrocessioni in altri. Nel 2012, a causa di una grave crisi finanziaria e della perdita del sostegno della popolazione di Ipatinga, il club ha deciso di trasferirsi a Betim, cambiando il suo nome in Betim Esporte Clube.
Nel 2014, la sede è tornata a Ipatinga, tornando a chiamarsi Ipatinga Futebol Clube.

## Palmarès

### Competizioni statali
- Campionato Mineiro: 1

2005
- Campeonato Mineiro Módulo II: 1

2009
- Campeonato Mineiro Segunda Divisão: 1

2017
- Taça Minas Gerais: 2

2004, 2011

### Altri piazzamenti
- Campeonato Brasileiro Série B:

Secondo posto: 2007
- Campeonato Brasileiro Série C:

Terzo posto: 2002, 2005, 2006, 2011
- Coppa del Brasile:

Semifinalista: 2006
- Campionato Mineiro:

Secondo posto: 2002, 2006, 2010